# Adrián Martín Cardona
Adrián Martín Cardona, deportivamente conocido como Adrián Martín (Las Palmas de Gran Canaria, España; 10 de octubre de 1982) es un exfutbolista español. Jugaba como centrocampista. Se formó en los filiales de la U. D. Las Palmas y se retiró en 2018 cuando jugaba en el Xerez D. F. C..

## Trayectoria
Formado en los filiales de la  U. D. Las Palmas, debutó en el primer equipo en la temporada 2002-03. Al año siguiente se marchó al Castilla, filial del Real Madrid, llegando a debutar en la Liga de Campeones en la temporada 2005-06 frente a Olimpiakos.
Tras dos años en la disciplina blanca fichó por el Real Murcia por dos temporadas, si bien la segunda de ellas la pasó cedido en el Xerez C. D. en segunda. En 2008 fue contratado por el Levante  U. D. club que abandonó al finalizar la temporada, comenzando su periplo por distintos clubes de Segunda B. Primeramente fichó por el Jerez Industrial C. F. que abandonó a mitad de temporada por el C. D. Teruel, club con el que consiguió un ascenso de tercera a segunda B. Sin embargo al final del año volvió a cambiar de club, ahora el Zamora C. F..
La temporada 2011-12 la empezó en la Unión Balompédica Conquense, también de la segunda b, pero en el mercado invernal fichó por San Fernando Club Deportivo, club gaditano del grupo X de tercera. Tras su corta estancia en dicho club, fichó por el Arcos Futbol Club de Tercera División de España para la temporada 2012-13. Al finalizar la temporada, el equipo decidió no renovarlo y fichó por el Club Deportivo Cabecense que en en el Grupo X de Tercera División de España. Con una temporada irregular, abandona las filas del equipo sevillano, y regresó a tierras jerezanas, donde residía con su familia desde su paso por el Xerez C. D. para probar suerte en el C. D. Guadalcacin, un recién ascendido a la Tercera División de España. Tras tres temporadas, terminó su carrera en 2018 en el Xerez Deportivo, donde se inició como técnico en categorías formativas.
En 2020 se incorporó a las categorías inferiores de la U. D. Las Palmas donde estuvo 5 temporadas, en la última de las cuales ejerció de ayudante técnico en Las Palmas Atlético. En el verano de 2025 ascendió al primer equipo como asistente de Luís García.

## Clubes
| Club                   | País   | Año        |
| ---------------------- | ------ | ---------- |
| Las Palmas "B"         | España | 2002-2004  |
| U. D. Las Palmas       | España | 2004       |
| Real Madrid B          | España | 2004-2006  |
| Real Murcia            | España | 2006-2007  |
| Xerez C. D. (préstamo) | España | 2007-2008  |
| Levante U. D.          | España | 2008-2009  |
| Jerez Ind.             | España | 2009-2010  |
| Zamora C. F.           | España | 2010-2011  |
| UB Conquense           | España | 2011       |
| San Fernando C. D.     | España | 2012       |
| Arcos C. F.            | España | 2012-2013  |
| C. D. Cabecense        | España | 2013- 2014 |
| C. D. Guadalcacin      | España | 2014- 2017 |
| Xerez D. F. C.         | España | 2017- 2018 |